# 荒武賢一朗
荒武 賢一朗（あらたけ けんいちろう、1972年12月- ）は、日本の歴史学者。東北大学教授。日本近世・近代史専攻。

## 人物・来歴
京都府生まれ。1995年花園大学文学部史学科卒。1996年から2006年大阪市史料調査会調査員。2004年関西大学大学院文学研究科博士後期課程修了、「江戸後期・明治前期大坂地域における流通構造 青物・屎尿流通を中心に」で博士（文学）。2012年東北大学東北アジア研究センター上廣歴史資料学研究部門准教授、2021年教授。

## 著書
- 『屎尿をめぐる近世社会 大坂地域の農村と都市』（清文堂出版） 2015

### 共編著
- 『桜井慶次郎日記』（編、大阪市史料調査会） 2009
- 『近世後期大名家の領政機構 信濃国松代藩地域の研究 3』（渡辺尚志共編、岩田書院） 2011
- 『近世史研究と現代社会 歴史研究から現代社会を考える』（編、清文堂出版） 2011
- 『世界遺産を学ぶ 日本の文化遺産から』（入間田宣夫, 仲野義文共著、東北大学出版会、東北アジア学術読本） 2015
- 『日本史学のフロンティア』全2巻（太田光俊, 木下光生共編、法政大学出版局） 2015
- 『世界とつなぐ起点としての日本列島史』（編、清文堂出版） 2016
- 『東北からみえる近世・近現代 さまざまな視点から豊かな歴史像へ』（編、岩田書院） 2016
- 『近世日本の貧困と医療 (東北アジアの社会と環境)』（編、古今書院） 2019.2
- 『古文書がつなぐ人と地域 これからの歴史資料保全活動』 (高橋陽一共編、東北大学出版会、東北アジア学術読本） 2019.9
- 『古文書が語る東北の江戸時代』 (野本禎司, 藤方博之共編、吉川弘文館、みちのく歴史講座） 2020.11

## 論文
- ＜荒武賢一朗